# Eptesicus kobayashii
Eptesicus kobayashii је врста слепог миша из породице вечерњака (лат. Vespertilionidae).

## Распрострањење
Ареал врсте је ограничен на Кореју.

## Угроженост
Подаци о распрострањености ове врсте су недовољни.